# دانشگاه علم و صنعت ایران
دانشگاه علم و صنعت ایران، یکی از (دانشگاه‌های صنعتی-دولتی و هنری) ایران است و محل تحصیل تعداد زیادی از بهترین دانشجویان و نخبگان ایرانی میباشد. این بنا در سال ۱۳۰۸شمسی در دوره پادشاهی پهلوی اول (رضاشاه) با مساحت ۴۲ هکتار (۴۲۰ هزار مترمربع)، در موقعیت شمال‌شرقی (منطقه ۴) تهران بنا شد. پردیس اصلی دانشگاه علم و صنعت در شهر تهران و شعبه‌های آن در (بهشهر، دماوند و شهرضا) قرار دارند. در سال ۲۰۱۵ میلادی این دانشگاه به همراه(دانشگاه صنعتی شریف) دو دانشگاه ایرانی حاضر در جمع ۶۰ دانشگاه برتر (آسیا) بودند. رتبه‌بندی QS در سال ۲۰۱۶، دانشگاه علم و صنعت ایران را به‌عنوان اولین دانشگاه برتر ایران معرفی کرده است.
دانشگاه علم و صنعت ایران، تنها و اولین دارندهٔ( دانشکدهٔ مهندسی راه‌آهن در خاورمیانه و دانشکدهٔ مهندسی خودرو) در ایران است؛ همچنین اولین (دانشگاه صنعتی) ایران است که دارای (دانشکدهٔ معماری و شهرسازی) بود. علاوه بر آن، این دانشگاه تنها دانشگاه صنعتی در ایران است که به‌طور تخصصی به رشتهٔ (توسعه اقتصادی) و برنامه‌ریزی می‌پردازد. همچنین پروژه‌های روز دنیا، طراحی (ماهواره نوید، ظفر علم و صنعت) پروژه سپر ملی دفاع سایبری، طراحی (موتور هواپیماهای جت) و طراحی پلتفرم ملی خودرو کلاس B، از برنامه‌های ویژه این دانشگاه محسوب می‌شوند. دانشگاه علم و صنعت اولین دانشگاه در ایران است که ماهواره ی دانشجویی موفق ساخته است.
در سال ۱۴۰۲، حدود ۱۰۸۰۰ دانشجو در مقاطع مختلف کارشناسی، کارشناسی ارشد و دکتری در رشته‌های مختلف (مهندسی) و (علوم پایه) (۴۲ رشته تخصصی)، در این دانشگاه مشغول به تحصیل بوده‌اند. این دانشگاه در مقطع (پسادکتری) نیز (محقق) می‌پذیرد و دانش‌آموختگان این دانشگاه سهم عظیمی از نخبگان اقتصادی ، سیاسی و فرهنگی کشور را تشکیل می دهند.

## تاریخچه
دانشگاه علم و صنعت ایران یا به اختصار «دانشگاه صنعتی ایران»، در سال ۱۳۴۴ تأسیس شد که اولین دانشگاه تخصصی علوم و فناوری در ایران بود.
این مکان، در ابتدا مدرسه‌ای آلمانی بود که در زمان قاجار در تهران تأسیس شد. این مدرسه ماهیانه از دولت ایران مبلغ هزار تومان به عنوان کمک دریافت می‌کرد. درجریان وقایع جنگ جهانی اول این مدرسه تعطیل شد. در سال ۱۳۰۰ خورشیدی مجلس شورای ملی با تصویب قانونی، مقرر نمود سالیانه دوازده هزار تومان به عنوان کمک مالی به این مدرسه پرداخت شود تا این مدرسه دوباره بازگشایی گردد. وزارت معارف با سفارت آلمان مذاکره کرد که مدرسه آلمانی تبدیل به مدرسه صنعتی شود؛ و در شهریور سال ۱۳۰۱، با تصویب لایحه‌ای در مجلس، کمک خود را به این مدرسه به میزان سالیانه بیست هزار تومان افزایش داد.
وزارت معارف برای راه‌اندازی مدرسه صنعتی در سال ۱۳۰۳، فردی به نام «هانری اشترونک» را از آلمان با حقوق سالیانه چهار هزار تومان دعوت به کار کرد که حقوق او در سال ۱۳۰۶ به ۴۸۰۰ تومان افزایش یافت. این مدرسه در اواسط آبان ۱۳۰۳ گشایش یافت. سال بعد یک معلم نجاری به نام «مایر» و یک معلم آهنگری به نام «هِس» هرکدام با حقوق ماهیانه ۱۸۰ تومان از آلمان استخدام شدند. این دو نفر ماشین‌آلات لازم برای کارگاه‌های مدرسه را نیز خریداری و وارد کردند. حقوق این دو معلم از سال ۱۳۰۶ به سالی چهار هزار تومان افزایش یافت. در همین سال و با همین حقوق یک معلم مهندسی ماشین‌آلات و ریاضیات عالیه و یک استادکار دیگر آهنگری با حقوق ماهی ۱۵۰ تومان از خارج استخدام شدند.
نام مدرسه صنعتی آلمانی در سال ۱۳۰۸ به «هنرسرای عالی» تغییر یافت و محل آن در خیابان قوام‌السلطنه(سی تیر کنونی) بود. بر سر اداره این مدرسه همیشه میان نهادهای دولتی اختلاف بود. هنرسرا از سال ۱۳۲۷ زیر نظارت وزارت اقتصاد ملی رفت. هنرسرا در دو رشته مهندسی شیمی و مهندسی برق و مکانیک دانشجو می‌پذیرفت و تا پیش از ملی شدن نفت، شرکت نفت ایران و انگلیس مهندسان خود را از میان دانش‌آموختگان این مؤسسه استخدام می‌کرد. ملی شدن نفت سبب افول هنرسرا شد.
در پاییز ۱۳۳۲، وزارت اقتصاد ملی تصمیم گرفت هنرسرا را به دانشکده نفت تبدیل کند؛ اما سال بعد به ابتکار رضا جعفری، وزیر فرهنگ، این تغییر کاربری منتفی شد و دانشکده نفت به آبادان انتقال‌یافت. مدرسه صنعتی آلمان یا همان هنرسرا از سال ۱۳۳۶، با اعمال تغییراتی به محل فعلی دانشگاه صنعتی امیرکبیر انتقال یافت و با نام «انستیتوی فناوری تهران (TIT)» به فعالیت خود ادامه داد. در سال ۱۳۴۱ بار دیگر این مؤسسه دستخوش تحولاتی شد و ساختمان آن به شمال شرق تهران به زمینی با مساحت ۴۲۰ هزار مترمربع (۴۲ هکتار) در منطقهٔ نارمک انتقال یافت. از آن زمان به بعد هدف اصلی در نظر گرفته‌شده برای آن، تربیت دبیر فنی برای تأمین نیروی آموزشی لازم برای هنرستان‌های صنعتی بود. در سال ۱۳۵۱ هنرسرای عالی به «دانشکدهٔ علم و صنعت ایران» تغییر نام داد و در نهایت در سال ۱۳۵۷ و پس از انقلاب ۵۷، وزارت علوم و آموزش عالیِ وقت، نام آن را به «دانشگاه علم و صنعت ایران» تغییر داد.
در طول سال‌های پیش از انقلاب اسلامی، دانشگاه عِلم و صنعت ایران به‌عنوان یکی از مهم‌ترین دانشگاه‌های کشور، برای آموزش مهندسان و فن‌آوران در رشته‌های مختلف از جمله مهندسی برق، مهندسی مکانیک، مهندسی شیمی، مهندسی مواد و … شناخته می‌شد. بعد از انقلاب اسلامی در ایران، دانشگاه علم و صنعت ایران نیز تحت تأثیر تغییراتی قرار گرفت و به‌عنوان یکی از مراکز آموزشی معتبر کشور به فعالیت خود ادامه داد. در حال حاضر، دانشگاه علم و صنعت ایران با داشتن بیش از ۱۰۰۰۰ دانشجو و استادان بَرجسته، به عنوان یکی از برترین دانشگاه‌های ایران در زمینه‌های مختلف شناخته می‌شود.
تغیر نام و مکان این مؤسسه در طول زمان:
- سال ۱۳۰۸: تأسیس با نام هنر سرای عالی در خیابان سی تیر (قوام‌السلطنه)
- سال ۱۳۳۶: تغییر نام به انستیتو تکنولوژی تهران (TIT)
- سال ۱۳۴۲: تغییر نام به هنر سرای عالی و انتقال به منطقهٔ نارمک (محل کنونی)
- سال ۱۳۵۱: تغییر نام به دانشکدهٔ علم و صنعت ایران
- سال ۱۳۵۷: ارتقا به دانشگاه علم و صنعت ایران

## فعالیت‌های دانشگاه
- تأسیس تنها دانشکده مهندسی راه‌آهن در خاورمیانه با حمایت شرکت راه‌آهن جمهوری اسلامی ایران
- تأسیس اولین دانشکده مهندسی خودرو در ایران با مشارکت سازمان گسترش و نوسازی صنایع ایران
- تأسیس مرکز تحقیقات فناوری اطلاعات با همکاری وزارت فناوری اطلاعات و ارتباطات
- تأسیس مرکز فناوری عصبی ایران
- تأسیس تنها مؤسسه کامپوزیت ایران با مشارکت نهاد ریاست جمهوری
- راه اندازی سیستم آموزش مجازی و پذیرش دانشجو در سه رشته مهندسی فناوری اطلاعات، مهندسی کامپیوتر – نرم‌افزار و علوم کامپیوتری
- انتخاب دانشگاه به عنوان قطب علمی در سه گروه از سوی وزارت علوم، تحقیقات و فناوری از جمله: الکترونیک، مواد پیشرفته، سازه و سازه‌های هیدرولیکی و مهندسی مکانیک جامدات
- انتشار پنج مجله تخصصی و بین‌المللی برای اولین بار در کشور
- کسب رتبه اول در میان دانشگاه‌های تخصصی کشور در ارتباط با صنعت
- اولین و تنها گنجینه محصولات تحقیقاتی دانشگاه در بین دانشگاه‌های کشور
- افتتاح و راه‌اندازی کلینیک صنعتی برای اولین‌بار در کشور در میان دانشگاه‌های فنی و مهندسی[۲۱]

## واحدهای وابسته

#### واحداراک
این واحد قدیمی از دانشگاه، سالهاست که به «دانشگاه صنعتی اراک» ارتقاء یافته و مستقل از دانشگاه علم و صنعت ایران می‌باشد.

#### واحدبهشهر
دانشگاه علم و صنعت ایران واحد بهشهر، شعبه‌ای دیگر از دانشگاه علم و صنعت ایران است که در سال ۱۳۷۳ در شهرستان بهشهر تأسیس شد. در ابتدای تأسیس، سه رشتهٔ مهندسی کامپیوتر (گرایش نرم‌افزار)، مهندسی صنایع (گرایش تولید صنعتی) و ریاضی کاربردی در این دانشگاه فعال بودند. رشتهٔ مهندسی برق (گرایش الکترونیک) نیز از سال ۱۳۸۸ به این رشته‌ها اضافه شد. روند ادارهٔ این واحد تا شهریور ۱۳۸۸ فقط به صورت شبانه بوده است. از سال ۱۳۸۸ در دو رشتهٔ مهندسی برق (گرایش الکترونیک) و ریاضی کاربردی در نوبت روزانه نیز دانشجو پذیرش می‌کند. سرانجام این واحد پردیس خودگردان بهشهر نیز، در سال ۱۳۹۱ به دانشگاه «علم و فناوری مازندران» ارتقاء یافت.

#### واحددماوند
«دانشگاه علم و صنعت ایران واحد دماوند» در سال ۱۳۸۴ راه‌اندازی شد و با جذب دانشجو برای یک دوره در رشتهٔ مهندسی مکانیک به صورت فراگیر در مقطع کارشناسی شروع به کار کرد. طرح توسعه و ایجاد زیرساخت‌های این دانشگاه همچنان ادامه دارد.

#### واحدنور
واحد نور دانشگاه علم و صنعت ایران از سال ۱۳۸۳ تأسیس شد. طرح‌های توسعه‌ای این دانشگاه همچنان ادامه دارد. این واحد در حال حاضر در ۱۳ رشته در مقطع کارشناسی ارشد در مجموع دارای حدود ۲۰۰ دانشجو است.

## دانشکده‌ها

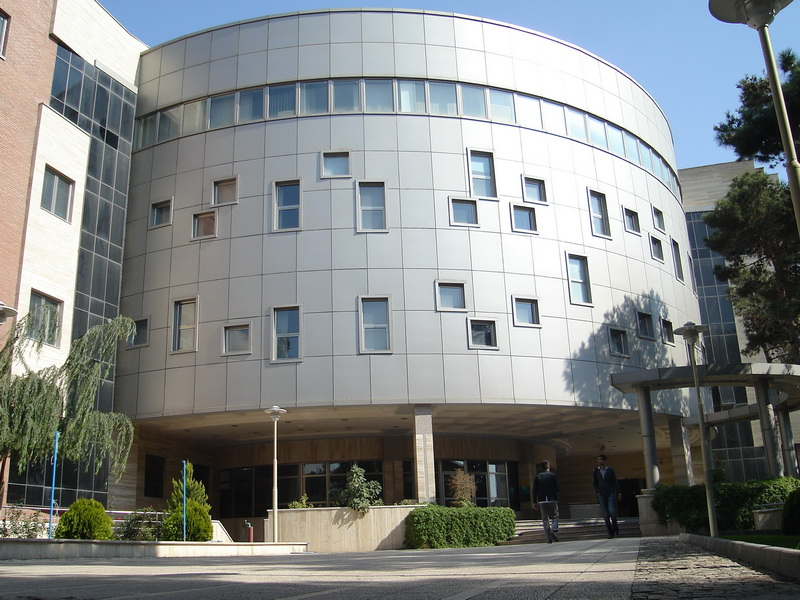
دانشکده مهندسی کامپیوتر

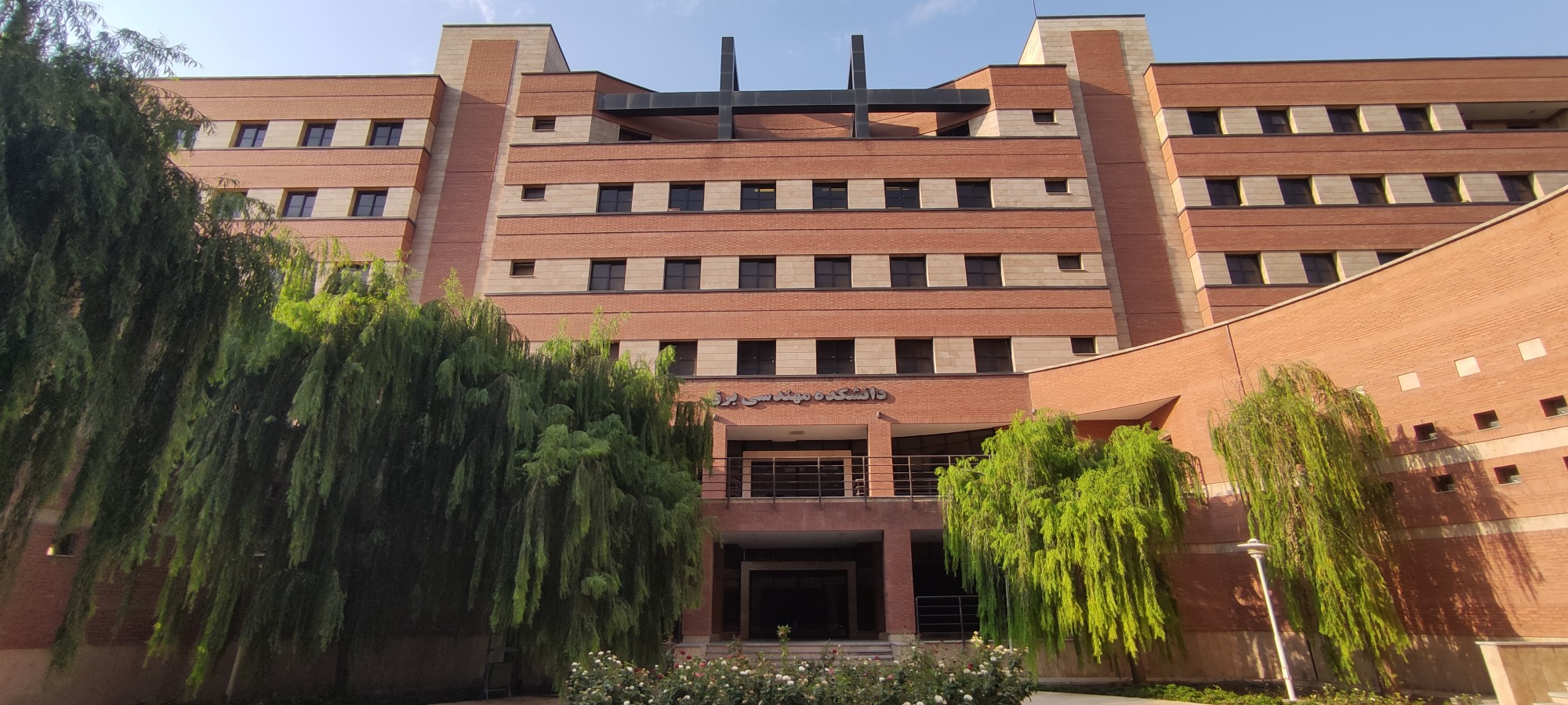
دانشکده مهندسی برق

دانشگاه علم و صنعت ایران دارای ۱۵ دانشکده، مرکز آموزش الکترونیک و سه گروه مستقل آموزشی فرهنگ و معارف اسلامی، زبان‌های خارجه و تربیت بدنی است.
- دانشکدهٔ مهندسی برق
- دانشکدهٔ مدیریت، اقتصاد و مهندسی پیشرفت
- دانشکدهٔ مهندسی خودرو
- دانشکدهٔ مهندسی راه‌آهن
- دانشکدهٔ مهندسی شیمی، نفت و گاز
- دانشکدهٔ مهندسی صنایع
- دانشکدهٔ مهندسی عمران
- دانشکدهٔ مهندسی کامپیوتر
- دانشکدهٔ مهندسی مکانیک
- دانشکده مهندسی مواد و متالورژی
- دانشکدهٔ معماری و شهرسازی
- دانشکدهٔ ریاضی
- دانشکدهٔ فیزیک
- دانشکدهٔ شیمی
- دانشکدهٔ فناوری‌های نوین
- مرکز آموزش الکترونیک

همچنین سه گروه زبان‌های خارجی، تربیت بدنی و علوم ورزشی و معارف اسلامی هم در این دانشگاه به ارائه واحدهای درسی مرتبط می‌پردازند.

## پژوهشکده‌ها و مراکز پژوهشی
پژوهشکده‌ها و مراکز پژوهشی این دانشگاه به شرح زیر می‌باشد:
- پژوهشکده سبز
- پژوهشکده الکترونیک
- پژوهشکده حمل‌ونقل
- پژوهشکده مهندسی و فناوری عصبی ایران
- مرکز تحقیقات سیمان
- مرکز تحقیقات قیر و مخلوط‌های آسفالتی
- مرکز تحقیقات و فناوری اطلاعات
- آزمایشگاه آنتن و مایکروویو
- مرکز تحقیقات نانوپترونیکس
- آزمایشگاه علوم و مهندسی اعصاب

## جایگاه دانشگاه علم و صنعت
بر اساس رتبه‌بندی تایمز در سال ۲۰۱۶، دانشگاه علم و صنعت ایران به عنوان دانشگاه اول کشور در جایگاه ۴۷۵ از ۵۰۰ دانشگاه برتر جهان قرار گرفت که بعد از آن دانشگاه صنعتی شریف به عنوان دانشگاه دوم کشور جایگاه ۴۸۳ جهان را به خود اختصاص داد. همچنین در سال ۲۰۱۷ نیز این دانشگاه به عنوان دانشگاه اول کشور معرفی شد.
و در رتبه‌بندی سال ۲۰۱۷_۲۰۱۶ QS نیز دانشگاه علم و صنعت ایران به عنوان اولین دانشگاه برتر کشور معرفی‌شد. همچنین این دانشگاه در میان دانشگاه‌های جهان، رتبه ۴۹۱ از ۵۰۰ را به دست آورد.
براساس رتبه‌بندی بین‌المللی دانشگاهی «لایدن» در سال ۲۰۱۶، دانشگاه علم و صنعت ایران رتبه ۴۳۶ را در میان دانشگاه‌های برتر جهان کسب کرد. همچنین این دانشگاه در رشته‌های فنی و مهندسی نیز در رتبه ۱۸۹ جهان قرار گرفت.
در رتبه‌بندی معتبر یواس نیوز اند ورلد ریپورت سال ۲۰۱۶، علوم مهندسی دانشگاه علم و صنعت ایران در رتبه ۱۱۹ جهان و همچنین علوم مواد این دانشگاه در رتبه ۱۹۰ قرار گرفتند.
همچنین بر اساس رتبه‌بندی «NTU» در سال ۲۰۱۵، این دانشگاه در رشته‌های فنی و مهندسی، در رتبه ۱۶۷ جهان و دانشکده مهندسی مکانیک این دانشگاه در جایگاه ۴۸ دانشکده‌های مهندسی مکانیک دانشگاه‌های جهان قراردارد.
در رتبه‌بندی سال ۲۰۲۲ «NTU»، در رشته مهندسی مکانیک رتبه ۵۹ جهان و سوم ایرانو در رشته مهندسی عمران رتبه ۷۶ جهان و دوم ایران را کسب‌کرد. و همچنین در چندین رشته همانند مهندسی مواد و متالورژی، مهندسی عمران، مهندسی مکانیک، ریاضیات و کاربردها، مدیریت و.. رتبه اول در ایران را کسب می‌کند.

## کانون‌های فرهنگی و فوق برنامه
کانون فرهنگی دانشگاه که متشکل از ۴ قسمت تئاتر، موسیقی، فیلم و شعر و ادبیات می‌باشد پس از انتخابات سال 76 که دولت محمد خاتمی روی کار آمد رونق بیشتری گرفت که دلیل آن، اهمیت دادن سید محمد خاتمی به امور فرهنگی و مواردی از این قبیل بود. در دولت نهم و دهم تلاش بسیاری برای محدود کردن حوزهٔ فعالیت کانون‌ها انجام شد؛ در نتیجه آن چند کانون به تعطیلی کشیده شد و در ازای آن کانون‌هایی مانند بهار، مهدویت و ترویج ارزش‌های اسلامی تشکیل شدند. چند کانون دیگر نیز با مطرح شدن موضوع «گفتگوی تمدن‌ها» تشکیل شد که از آنها می‌توان به کانون گفتگوی تمدن‌ها و کانون قرآن و عترت اشاره کرد.
کانون‌های فعال دانشگاه علم و صنعت تا سال ۱۳۹۷ بودند از:
- کانون تئاتر
- کانون شعر و ادب
- کانون فیلم و سیما
- کانون بهار
- کانون هلال احمر
- کانون قرآن و عترت
- کانون کتاب و کتابخوانی
- کانون فرهنگ و زبان ملل
- کانون هنرهای تجسمی
- کانون پژوهش‌های اجتماعی
- کانون ایران‌شناسی و گردشگری
- کانون مهدویت
- کانون ترویج ارزش‌های اسلامی

## همکاری‌های بین‌المللی
جهت شناخت توانایی‌ها و ظرفیت‌های دانشجویان، دانشگاه علم و صنعت ایران طرح‌های مشترکی را با تعدادی از برجسته‌ترین دانشگاه‌ها و مراکز تحقیقاتی در سراسر جهان اجرا می‌کند. از جمله: برگزاری برنامه‌های مشترک در مقطع تحصیلات تکمیلی، کنفرانس‌های بین‌المللی، تبادل استاد و دانشجو و تشکیل کلاس‌های برخط به صورت مشترک با دانشگاه‌های خارجی.
دانشگاه علم و صنعت ایران، با مؤسسات زیر همکاری بین‌المللی دارد:
- دانشگاه فنی برلین (آلمان)
- دانشگاه پلی‌تکنیک میلان (ایتالیا)
- دانشگاه دیکن (استرالیا)
- دانشگاه کاگوشیما (ژاپن)
- آکادمی متالورژی ملی اوکراین
- دانشگاه علم و صنعت سودان
- دانشگاه تورینو (ایتالیا)
- دانشگاه سایمون فریزر (کانادا)
- دانشگاه ایالتی معماری و مهندسی کازان (مؤسسهٔ مرکزی علمی و تحقیقاتی زمین‌شناسی و کانی‌های غیرفلزی_فدراسیون روسیه)

دانشگاه علم و صنعت ایران، تا سال ۲۰۱۰، عضو سازمان‌های بین‌المللی ذیل نیز می‌باشد:
- انجمن بین‌المللی دانشگاه‌ها
- اتحادیه دانشگاه‌های جهان اسلام
- انجمن دانشگاه‌های آسیا و اقیانوسیه[۲۸]

## بازدید بازرسان آژانس انرژی اتمی
در سال ۱۳۹۷ خبر بازدید بازرسان آژانس بین‌المللی انرژی اتمی از دانشگاه علم و صنعت واکنش‌هایی را در پی داشت. به گزارش خبرگزاری دویچه وله فعالیت بازرسان آژانس بین‌المللی انرژی اتمی در ایران محرمانه است و در رسانه‌های رسمی ایران منعکس نمی‌شود. اما بازدید از دانشگاه علم و صنعت تهران تبدیل به موضوعی بحث‌برانگیز شد. بر اساس گزارش‌های رسانه‌ای شده، این بازرسی و نمونه‌برداری از دانشکده مهندسی برق دانشگاه علم و صنعت به علت «استفاده از کلمه سانتریفیوژ در پایان‌نامه یکی از دانشجویان» بوده است. همچنین گفته می‌شود که پیش از این برخی فعالیت‌های تحقیقاتی دانشگاه‌ها از جمله تأیید موضوع پایان‌نامه‌ها با هماهنگی و اطلاع کمیته برجام، بوده است.
بسیج دانشجویی هشت دانشگاه بزرگ تهران در بیانه‌ای خطاب به وزیر علوم وقت، منصور غلامی به بازرسی دانشگاه‌ها توسط بازرسان آژانس اعتراض کردند و این بازرسان را «جاسوسان سرویس‌های اطلاعاتی بیگانه» خطاب کردند. در این متن بهانه بازدید مأموران آژانس، پژوهش یکی از دانشجویان عنوان شده که به جای بازرسی از آزمایشگاه و دفتر استاد مرتبط، مأموران آژانس به تفتیش تعدادی از آزمایشگاه‌ها و دفاتر استادان بدون اجازه و در غیاب بسیاری از آنان پرداختند در حالی که قطعات فوق پیشرفته و راهبردی ساخته شده این استادان در همین اتاق‌ها وجود داشته است. در این بیانیه تأکید شده «مسئولیت هرگونه تهدید برآمده از این بازدید و بازرسی‌های مشابه برای دانشمندان کشور» بر عهده مسئولان زمینه‌ساز خواهد بود.
بسیج استادان دانشگاه علم و صنعت نیز در بیانیه‌ای این بازرسی را «اقدامی تجاوزکارانه» قلمداد و تأکید کردند که در صورت اطلاع قبلی دانشجویان و کارکنان مانع این اقدام می‌شدند. همچنین در این بیانیه تصریح شده است که استادان و دانشجویان ایران «در انجام هر نوع تحقیق و پژوهش علمی آزاد و مختار می‌باشند». همچنین از مسئولان به دلیل اجازه تفتیش از مراکز علمی انتقاد شده و افزودند که سابقه بازرسی‌های آژانس و اتفاقات تلخ بعدی منجر به تهدید امنیت فکری و جانی استادان و دانشجویان در اکثر موارد شده است.
منصور غلامی وزیر سابق علوم تحقیقات و فناوری ایران، بازرسی‌های آژانس بین‌المللی انرژی اتمی از چند دانشگاه ایران را تأیید کرد و افزود که این بازرسی‌ها در زمان وزارت وی اتفاق نیفتاده و به وزارت علوم هم مربوط نمی‌شده چرا که شورای عالی امنیت ملی برای زمینه‌سازی این بازرسی‌ها مستقیماً با مسئولان دانشگاه‌ها ارتباط برقرار کرده است.

## رؤسای دانشگاه
| ردیف | زمان        | نام رئیس                | محل اخذ دکترا                  | رشته                              |
| ---- | ----------- | ----------------------- | ------------------------------ | --------------------------------- |
| ۱    | ۱۳۵۷–۱۳۵۹   | جلیل شاهی               | دانشگاه برادفورد               | مهندسی عمران - حمل و نقل          |
| ۲    | ۱۳۵۹–۱۳۶۰   | ابراهیم اسرافیلیان      | دانشگاه ساوتامپتون             | ریاضی                             |
| ۳    | ۱۳۶۰        | ابراهیم ثنایی           | دانشگاه پیر و ماری کوری        | مهندسی عمران - سازه               |
| ۴    | ۱۳۶۰–۱۳۶۲   | مهندس احد کاظمی         | دانشگاه اکلاهما                | مهندسی برق                        |
| ۵    | ۱۳۶۲–۱۳۶۳   | ابراهیم ثنایی           | دانشگاه پیر و ماری کوری        | مهندسی عمران - سازه               |
| ۶    | ۱۳۶۳–۱۳۶۴   | مهندس محمد ذهبیون       | آمریکا                         | مهندسی صنایع                      |
| ۷    | ۱۳۶۴–۱۳۶۶   | عباس شولایی             | دانشگاه مون پلیه               | مهندسی برق                        |
| ۸    | ۱۳۶۶–۱۳۶۸   | مهندس احد کاظمی         | دانشگاه اکلاهما                | مهندسی برق                        |
| ۹    | ۱۳۶۸–۱۳۷۲   | عباس طائب               | دانشگاه فنی گراتس              | مهندسی شیمی                       |
| ۱۰   | ۱۳۷۲–۱۳۷۶   | محمود ملاباشی           | دانشگاه نیوبرانزویک            | فیزیک                             |
| ۱۱   | ۱۳۷۶        | محمد سلیمانی            | دانشگاه پیر و ماری کوری        | مهندسی مخابرات                    |
| ۱۲   | ۱۳۷۶–۱۳۸۰   | سید جواد ازهری          | دانشگاه منچستر                 | مهندسی برق                        |
| ۱۳   | ۱۳۸۰–۱۳۸۳   | سید محمد شهرتاش         | دانشگاه صنعتی شریف             | مهندسی برق                        |
| ۱۴   | ۱۳۸۳–۱۳۸۴   | محمد تقی صالحی          | دانشگاه منچستر                 | مهندسی مواد                       |
| ۱۵   | ۱۳۸۴–۱۳۸۵   | مهدی بید آبادی          | دانشگاه مک گیل                 | مهندسی مکانیک                     |
| ۱۶   | ۱۳۸۵–۱۳۹۲   | محمد سعید جبل عاملی     | دانشگاه تربیت مدرس             | مهندسی صنایع                      |
| ۱۷   | ۱۳۹۲–۱۳۹۶   | محمدعلی برخورداری بافقی | دانشگاه ایالتی میشیگان         | مهندسی عمران - سازه               |
| ۱۸   | ۱۳۹۶–۱۴۰۰   | جبار علی ذاکری          | دانشگاه جیائوتونگ پکن          | مهندسی عمران - راه و سازه‌های ریلی |
| ۱۹   | ۱۴۰۰–۱۴۰۳   | منصور انبیاء            | دانشگاه تربیت معلم تهران ایران | شیمی                              |
| ۲۰   | ۱۴۰۳–۱۴۰۴   | داود یونسیان            | دانشگاه صنعتی شریف             | مهندسی مکانیک                     |
| ۲۱   | ۱۴۰۴- اکنون | محمودمهرداد شکریه       | دانشگاه McGill                 | مهندسی مکانیک                     |

## چهره‌های برجسته

### چهره‌های علمی و صنعتی
- مهرداد راجی کرمانی: اولین دانش‌آموختهٔ مهندسی برق و استاد تمام دانشگاه وسترن انتاریو، لندن، کانادا
- محمد باقر نیو: اولین دانش‌آموختهٔ مهندسی در ایران، پایه‌گذار صنعت کاشی و نساجی جدید، صنعت ضرابخانه، صنعت چینی‌سازی، صنعت چای‌کاری در ایران، دانش‌آموخته سال ۱۳۱۱ مهندسی ماشین
- علی نیو: پایه‌گذار صنعت قند
- علی کاوه: چهرهٔ ماندگار رشته مهندسی عمران، دارای حدود ۳۰۰ مقالهٔ علمی در مجلات بین‌المللی، بیش از ۵ کتاب به زبان انگلیسی و ۲۵ کتاب به زبان فارسی، عضو هیئت علمی دانشکدهٔ عمران
- فرخ حجت کاشانی: چهره ماندگار مهندسی برق و عضو هیئت علمی دانشکده برق
- نصرالله بهرام زادگان: پدر علم جوش در ایران و عضو هیئت علمی دانشکده صنایع
- زهرا محمدی: چهره شاخص در زمینه آنالیز عددی و عضو هیئت علمی دانشگاه بوستون
- ابرهیم صادقی: پدر علم ماشین‌افزار در ایران و عضو هیئت علمی دانشکده صنایع
- منوچهر سالور: پایه‌گذار صنعت سیمان در ایران
- جلال حجازی: پایه‌گذار صنعت ریخته‌گری در ایران، چهره ماندگار رشته مهندسی متالورژی و عضو هیئت علمی دانشکدهٔ مهندسی مواد و متالورژی
- واهاک کاسپاری مارقوسیان، پدر علم سرامیک در ایران، عضو هیئت علمی دانشکده مهندسی مواد و متالورژی[۳۶]

### چهره‌های فرهنگی، ادبی و هنری
- همایون خرم، استاد موسیقی ایرانی معاصر
- علی ابوالحسنی، تاریخ‌نگار معاصر
- محمدرضا سرشار، معروف به رضا رهگذر، نویسنده و منتقد ادبی
- تهمینه میلانی، فیلمنامه‌نویس و کارگردان
- توکا نیستانی، معمار و کاریکاتوریست
- مراد فرهادپور، نویسنده، مترجم و شاعر
- سید سعید رحمانی، فیلمنامه‌نویس
- فرزانه کرم‌پور، نویسنده
- پیمان اسماعیلی، روزنامه‌نگار و نویسنده[۳۷][۳۸][۳۹][۴۰]

### رؤسای سایر دانشگاه‌ها و مراکز علمی
- سید مهدی ابطحی: رئیس سابق دانشگاه صنعتی اصفهان
- محمدعلی برخورداری: رئیس سابق دانشگاه تربیت معلم تهران[۴۱]، رئیس اسبق دانشگاه یزد و رئیس سابق دانشگاه زنجان[۴۲]
- حسین بلندی: رئیس سابق دانشگاه جامع علمی کاربردی[۴۳]
- عبدالله جاسبی، رئیس سابق دانشگاه آزاد اسلامی
- علیرضا علی‌احمدی، رئیس سابق دانشگاه پیام نور[۴۴]، وزیر سابق آموزش و پرورش
- جلیل شاهی: رئیس سابق و مؤسس دانشگاه یزد
- احد فهیمی فر: رئیس سابق دانشگاه صنعتی امیرکبیر[۴۵]
- حمیدرضا عظمتی: رئیس سابق دانشگاه تربیت دبیر شهید رجایی[۴۶]
- فرهنگ مظفر: رئیس سابق دانشگاه هنر اصفهان
- حسن زیاری: رئیس سابق دانشگاه پیام نور[۴۷]

### چهره‌های سیاسی
- محمود احمدی‌نژاد: رئیس‌جمهور سابق ایران و شهردار اسبق تهران
- محسن رضایی: معاون پیشین اقتصادی رئیس‌جمهور و دبیر پیشین مجمع تشخیص مصلحت نظام
- کامران دانشجو: وزیر سابق علوم، تحقیقات و فناوری
- حمید بهبهانی: وزیر سابق راه و ترابری دولت نهم و دهم
- محمد سلیمانی: وزیر سابق ارتباطات و فناوری اطلاعات و نماینده مردم تهران در دوره نهم مجلس شورای اسلامی
- علیرضا علی احمدی: وزیر سابق آموزش و پرورش
- سیدمسعود میرکاظمی: رئیس سابق سازمان برنامه و بودجه در دولت سیزدهم، وزیر سابق وزارت بازرگانی، وزیر سابق نفت و نماینده دوره نهم مجلس شورای اسلامی
- محمدحسین صفار هرندی: وزیر سابق فرهنگ و ارشاد اسلامی
- عبدالرضا شیخ‌الاسلامی: وزیر سابق کار و امور اجتماعی
- رضا تقی‌پور: وزیر سابق وزارت ارتباطات و فناوری اطلاعات
- مجتبی ثمره هاشمی: مشاور ارشد سابق رئیس‌جمهور
- محمدشهاب گنابادی: وزیر سابق وزارت مسکن و شهرسازی و عضو شورای عالی فنی
- سعید قاسمی: فعال فرهنگی سیاسی ایرانی و از فرماندهان جنگ ایران و عراق
- محسن آرمین: نماینده سابق مجلس شورای اسلامی و سخنگوی سازمان مجاهدین انقلاب اسلامی ایران
- محمدرضا باهنر: عضو مجمع تشخیص مصلحت نظام و نماینده سابق مجلس شورای اسلامی
- حسین سلامی: فرمانده کل سپاه پاسداران انقلاب اسلامی ایران
- محمود شهبازی: جانشین فرمانده لشکر ۲۷ محمد رسول‌الله در سال ۱۳۵۹
- احمد متوسلیان: فرمانده لشکر ۲۷ محمد رسول‌الله
- علی نیکزاد: نایب رئیس پیشین اول مجلس و وزیر سابق راه و شهرسازی
- محمد نوری زاد: فعال سیاسی و روزنامه‌نگار
- علی‌اکبر محرابیان: وزیر نیرو در دولت سیزدهم و وزیر صنایع و معادن در دولت دهم
- صادق محصولی: وزیر کشور در دولت نهم
- احمد دنیامالی:نماینده دور یازدهم مجلس شورای اسلامی و عضو دوره چهارم شورای اسلامی شهر تهران
- صادق واعظ‌زاده: معاون علمی رئیس‌جمهور در دولت نهم و عضو حقیقی مجمع تشخیص مصلحت از ۱۳۹۰
- رضا تقی‌پور: نماینده دوره یازدهم مجلس شورای اسلامی و وزیر ارتباطات و فناوری اطلاعات در دولت دهم
- عیسی زارع پور: وزیر ارتباطات و فناوری اطلاعات دولت سیزدهم

## نگارخانه

کتاب‌خانهٔ مرکزی دانشگاه
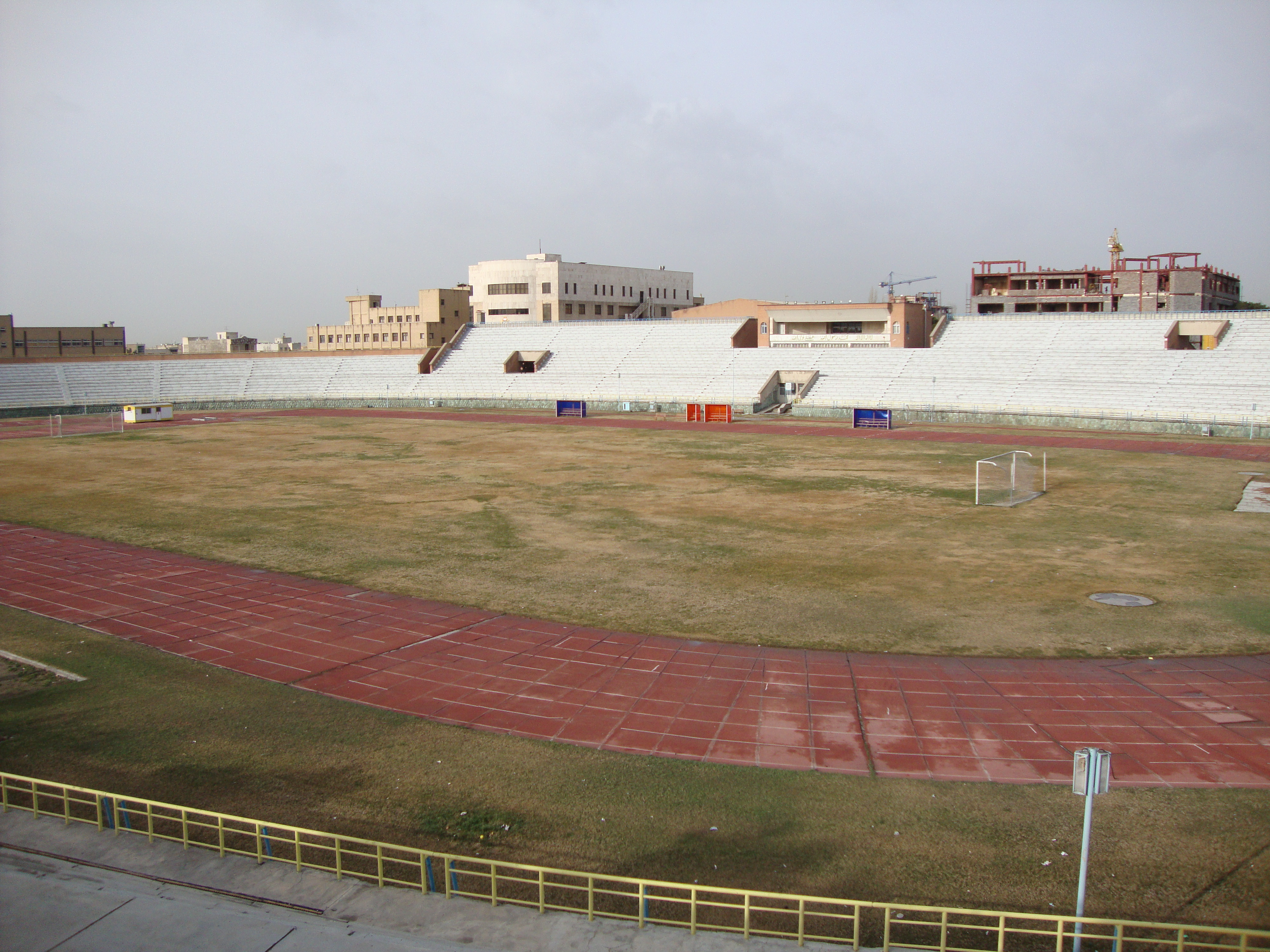
استادیوم فوتبال دانشگاه
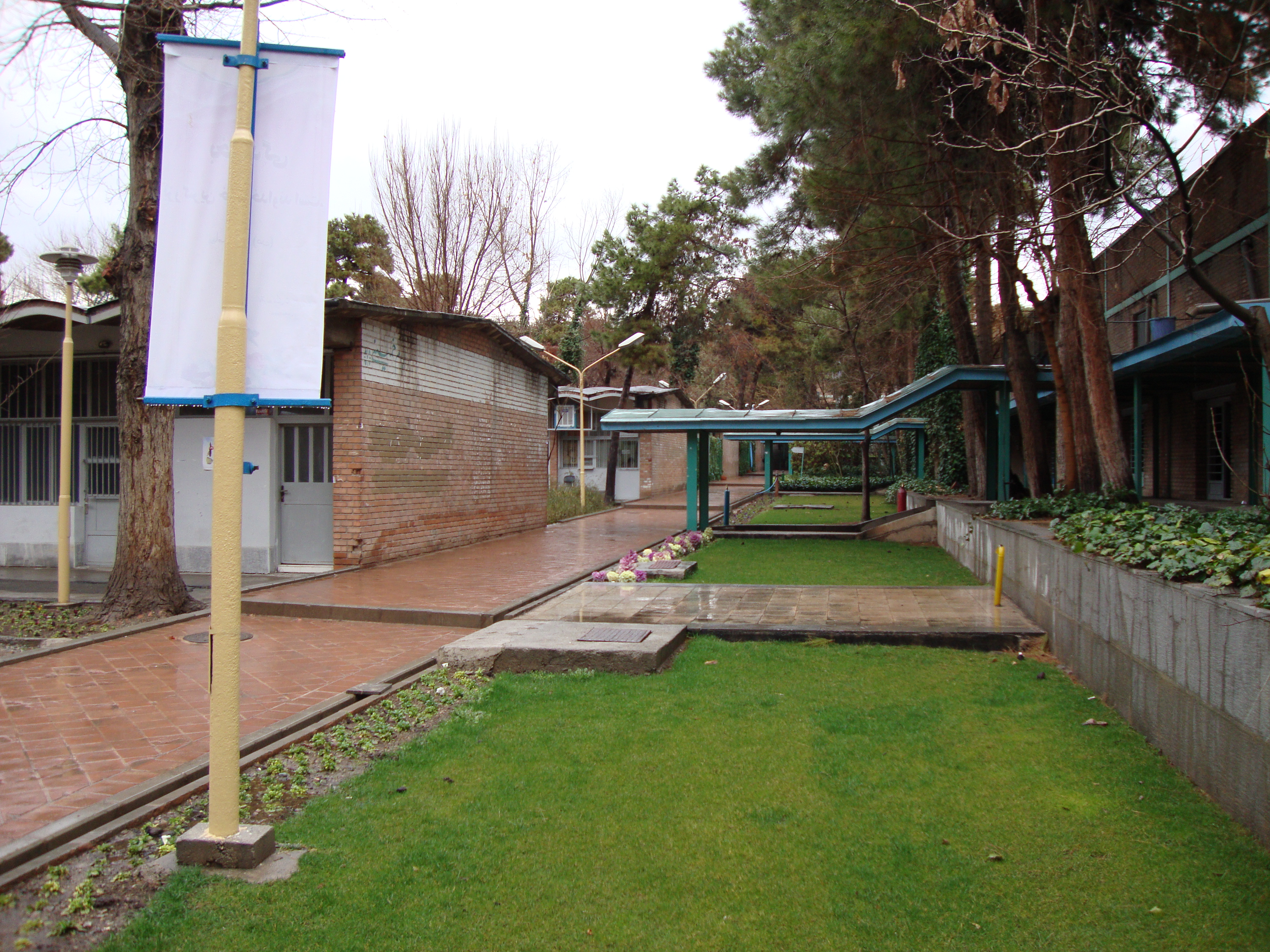
محوطهٔ دانشگاه
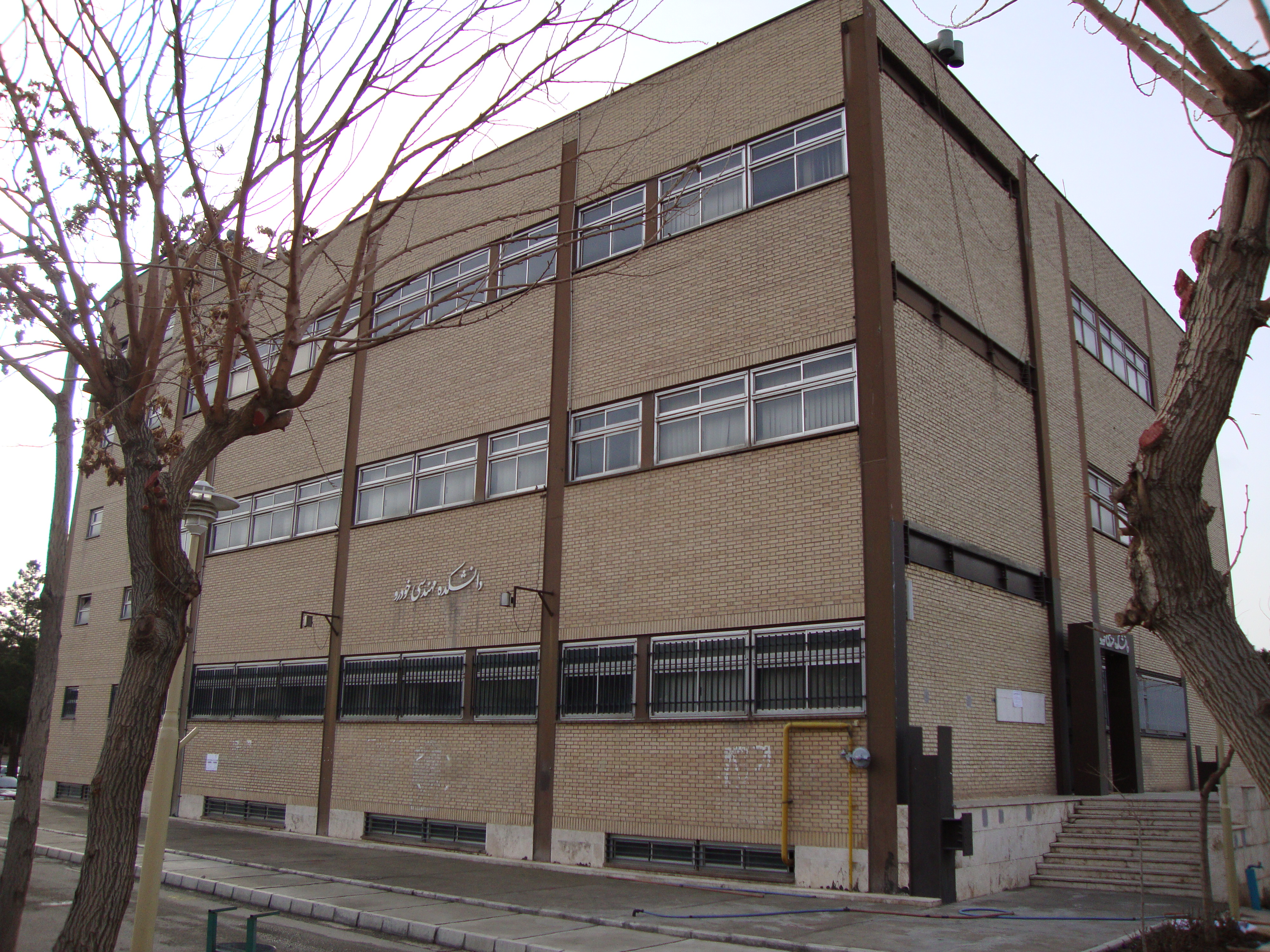
دانشکدهٔ مهندسی خودرو دانشگاه
سردر دانشگاه